# Attaque de la corvette Hanit

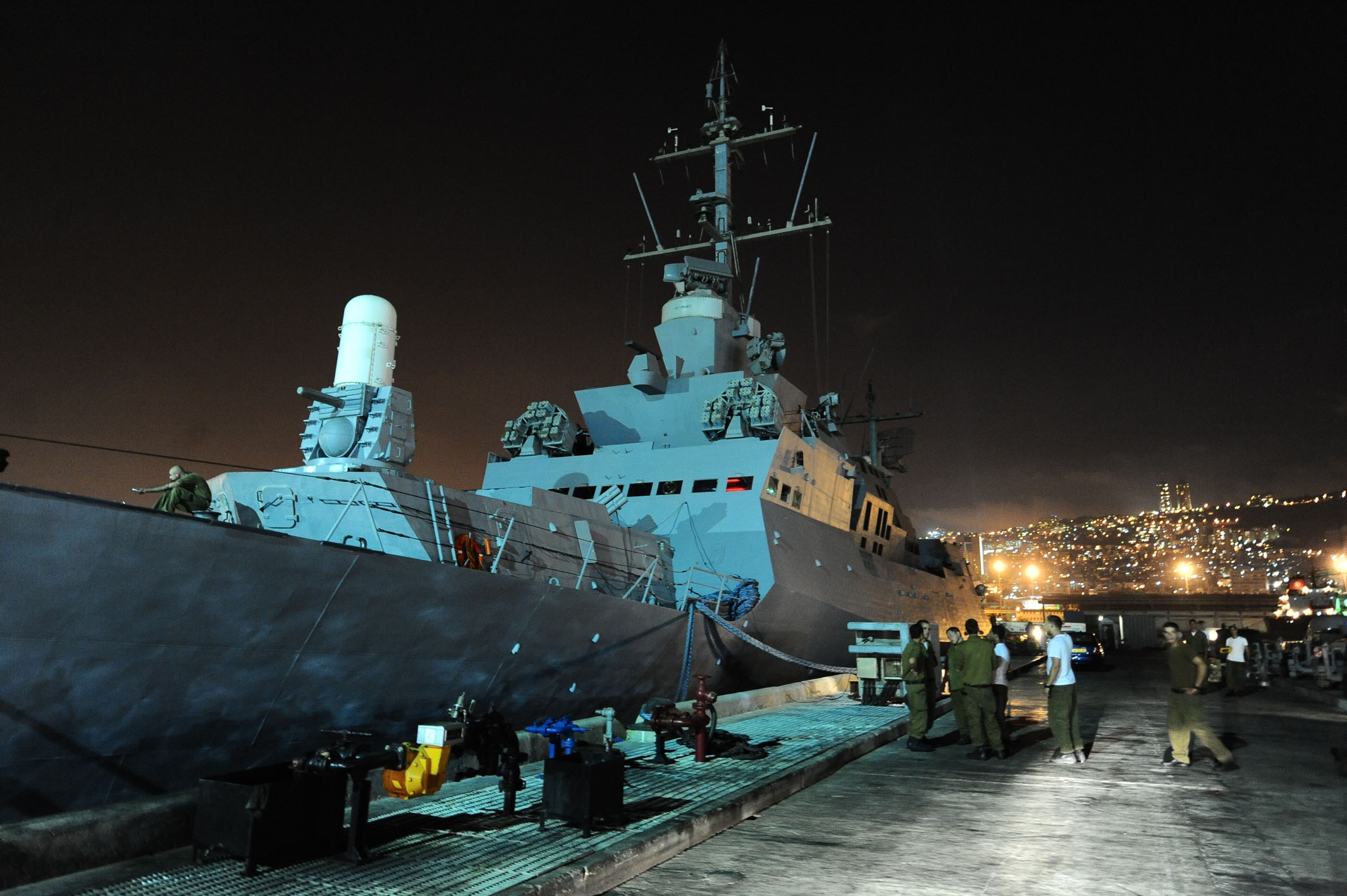
La corvette Hanit de la classe Sa'ar V.

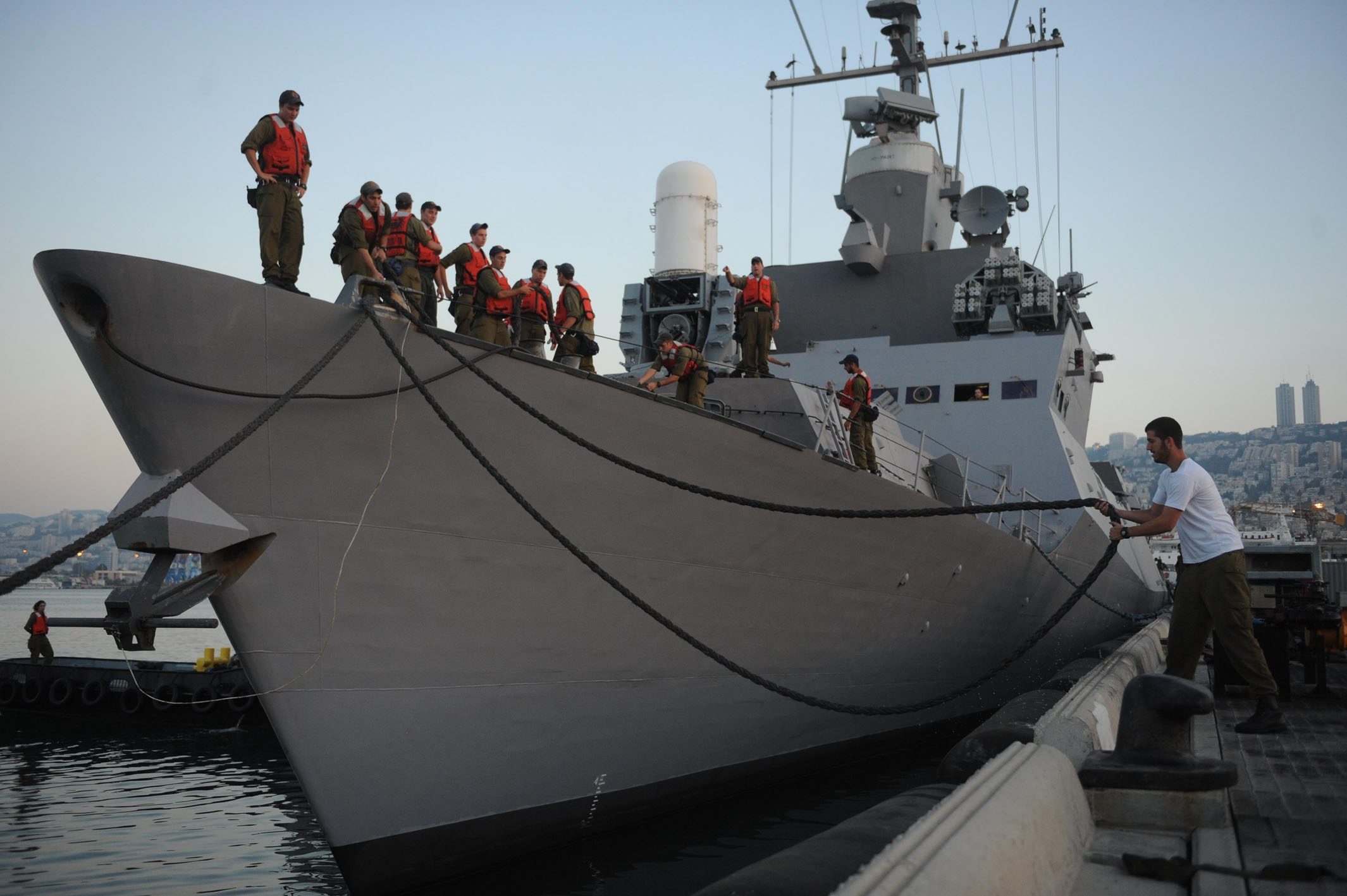
Autre vue de la corvette Hanit.

Le 12 juillet 2006, des combattants du Hezbollah tendent une embuscade à une patrouille israélienne le long de la frontière libanaise. Quatre soldats israéliens sont tués, deux autres blessés et deux autres enfin capturés. Pour Israël, c'est un casus belli et le 13, Tsahal attaque le Hezbollah et pénètre au Liban dans le cadre de l'opération Changement de direction.
L'offensive israélienne est de grande envergure et mobilise, outre l'aviation et des troupes au sol, la marine qui effectue des bombardements le long des côtes libanaises et organise un blocus sévère.

## L'attaque
Le 14 juillet, alors qu'elle croise à une vingtaine de kilomètres au large de Beyrouth, la corvette israélienne Hanit (lance) de la classe Sa'ar V, est touchée par un missile, probablement un C-701 ou son homologue le Kowsar, tiré depuis la côte par des hommes du Hezbollah. 
Endommagée à bâbord arrière, juste au-dessus de la ligne de flottaison, la corvette doit regagner comme elle le peut la base navale d'Ashdod pour réparation et après que l'équipage a réussi à maîtriser un début d'incendie. Quatre marins périssent dans l'incendie lors de cette attaque. Un deuxième missile (sans doute un C-801 ou C-802) est également tiré contre le bâtiment israélien, mais il rate sa cible et coule un navire marchand, battant pavillon égyptien ou cambodgien selon les sources consultées, à une quarantaine de kilomètres au large. Les 13 hommes d'équipage, tous de nationalité égyptienne réussissent à quitter le bateau avant qu'il ne sombre.
Pour la marine israélienne en particulier et les marines du monde en général, cette attaque est une très mauvaise surprise : il apparaît en effet qu'un groupe politique non-étatique tel que le Hezbollah, dispose d'armes de longue portée et donc de capacités militaires insoupçonnées, que l'on pensait réservées jusqu'alors aux États. Ainsi, la corvette Hanit, qui est un bâtiment moderne de la marine israélienne est équipée de systèmes de défense électronique sophistiqués antimissiles ; convaincus de son invulnérabilité et de l'absence de tout danger, ses officiers ne les avaient pas activés. Il est vrai également que ces systèmes présentaient le risque d'interférer inopportunément avec les systèmes électroniques de l'aviation, très active dans le secteur.
À la suite de l'attaque, le commandant du navire ainsi que quatre officiers, auxquels sont précisément reprochés l'absence d'activation des systèmes de défense antimissiles, sont sanctionnés et affectés à des postes à terre, sans commandement.

## Sources
- Frédéric Stahl, « Le Liban dans la tourmente », Navires et Histoires, no 38,‎ octobre-novembre 2006.
- (en) David Eshel, « INS Hanit Suffers Iranian Missile Attack », 16 juillet 2006 (consulté le 26 juin 2014).
- (en) Kirk Spencer & Trent Telenko, « An analysis of the Hezbollah anti-ship missile strike : The attack on INS Ahi-Hanit », Israel Resource Review, 25 juillet 2006 (consulté le 26 juin 2014).
- (en) Mark Tempest, « Missile -not UAV- hit Israeli and Egyptian ships », Eagle speak, 15 juillet 2006 (consulté le 12 juillet 2014).